# Мови манден
Мови манде́н (мандинго) — група західної гілки сім'ї манде . Поширені в Західній Африці ( Малі, Гвінея, Гвінея-Бісау, Сенегал, Гамбія, Буркіна-Фасо, Кот-д'Івуар, Сьєрра-Леоне, Ліберія ).
У колоніальний період використовувався у тубільних військах. Після здобуття незалежності зміцнився статус національних варіантів манден як окремих мов (манінка — у Гвінеї, бамана — у Малі, дьюла — у Буркіна Фасо та Кот-д'Івуарі, мандинка — у Гамбії, Сенегалі та Гвінеї-Бісау). Цієї тенденції намагається протистояти рух нко, в ідеології якого манден вважається єдиною мовою.